# Canon ADEN de 30 mm

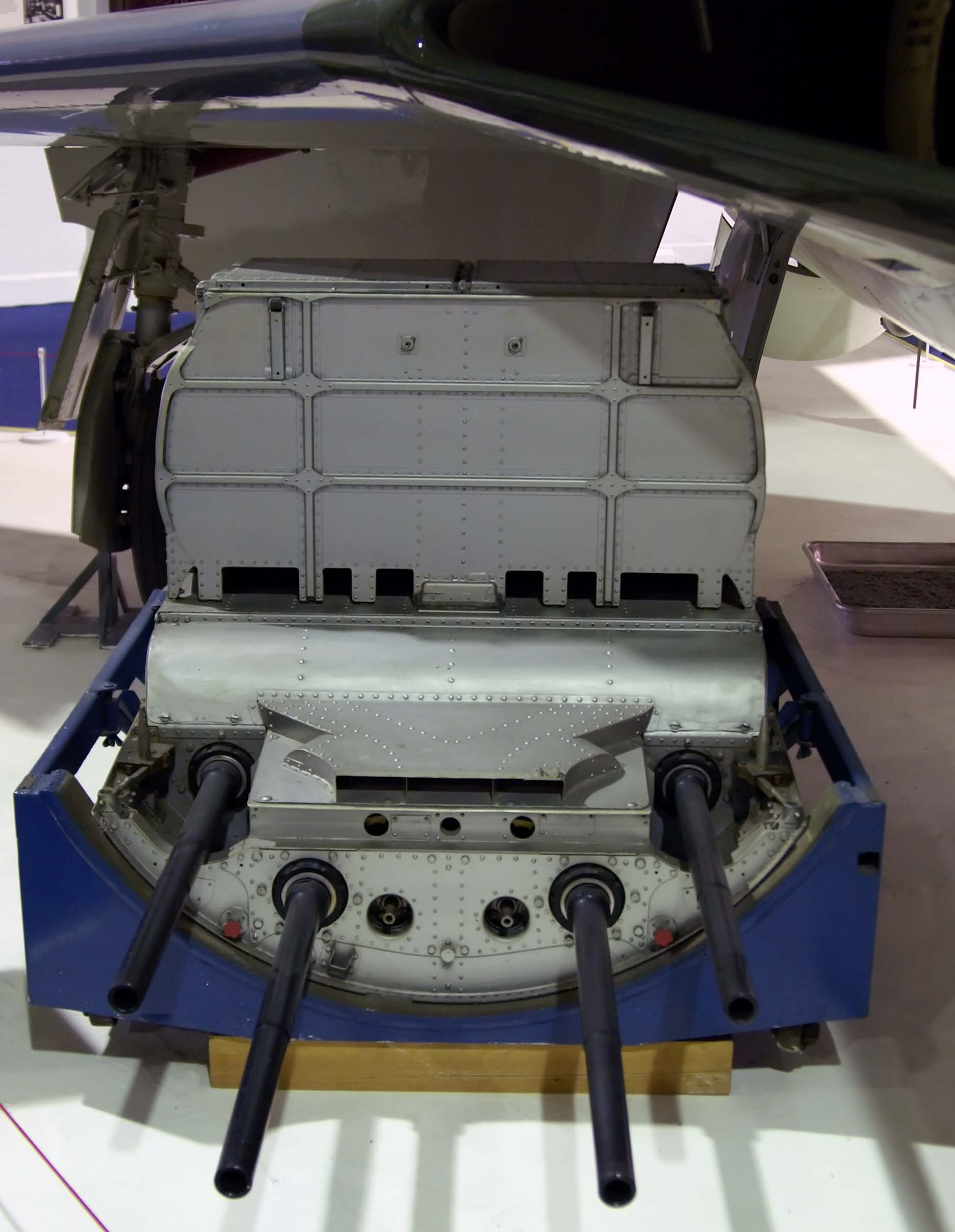
Quatre canons ADEN montés dans la nacelle d'un Hawker Hunter.
Au RAF Museum à Londres (Royaume-Uni).

Le canon automatique britannique ADEN (initiales du concepteur et du fabricant) de 30 mm est un canon britannique conçu à la fin des années 1940 destiné à équiper des aéronefs militaires.
Issu, tout comme le canon français DEFA de 30 millimètres, des travaux sur le mécanisme de canon revolver du Mauser MG 213 (en) allemand, étudié pendant la Seconde Guerre mondiale, le canon ADEN arma les premiers jets de chasse de la Royal Air Force à partir des années 1950.

## Utilisations
Le canon ADEN fut l'armement interne des avions de chasse suivants : A-4SU Super Skyhawk, English Electric Lightning, Folland Gnat (puis HAL Ajeet), Hawker Hunter, Gloster Javelin, Saab Lansen, Saab Draken, SEPECAT Jaguar (RAF), Supermarine Scimitar et North American F-86 Sabre (Royal Australian Air Force).